# Seapunk

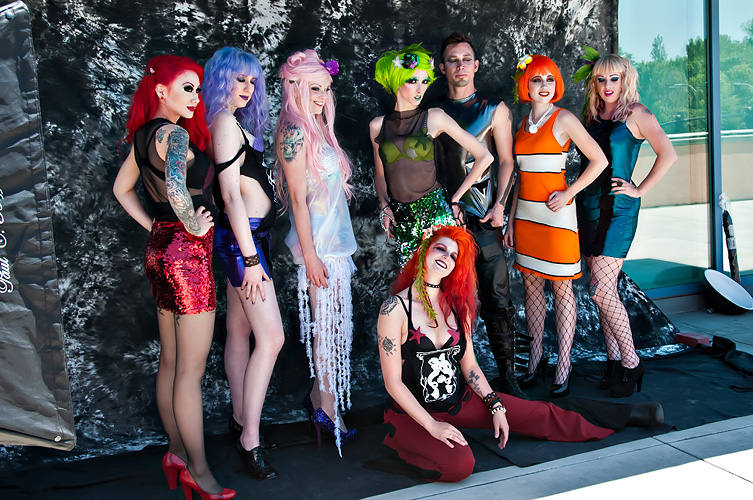
Mujeres norteamericanas con atuendos de pelo arco iris y seapunk, 2013.

Seapunk es una subcultura que se originó en Tumblr en 2011. A menudo se asocia con un estilo de moda de temática acuática,  3D net art, iconografía, y alusiones a la cultura popular de los años noventa. La llegada del Seapunk también generó su propia música electrónica, con elementos de Southern rap y música pop y R&B contemporáneo de la década de 1990. El seapunk ganó una popularidad limitada a medida que se extendió a través de Internet, aunque se dice que desarrolló una escena musical en los clubes nocturnos de Chicago.

## Historia
Originalmente, el seapunk comenzó como una trend (corriente) y meme de internet en Tumblr en 2011. El término "seapunk" fue acuñado por el DJ Lil Internet en 2011, cuando escribió un tuit humorístico en Twitter diciendo: "Chaqueta de cuero Seapunk con percebes donde solían estar los remaches". En diciembre de 2011, la revista Cluster Mag informó sobre la aparición del seapunk en medios electrónicos y citó a Pictureplane, quien describió al seapunk como "un fenómeno, basado principalmente en Internet, nacido de los universos de Tumblr y Twitter como un medio para describir una estética de estilo de vida que esta relacionado con lo oceánico y el mar."

## Estilo musical
Miles Raymer, del Chicago Reader, describió la música seapunk como "un estilo de música que incorpora fragmentos del house de los 90, el pop y  R&B de los últimos 15 años y lo último en  southern trap rap - todo superpuesto con una energía narcótica y centelleante que recuerda la música de la nueva era, y el mixtape de hip hop y Chopped and screwed en proporciones aproximadamente iguales." Según The New York Times, la música seapunk "constituye un pequeño subgénero de música" que contiene elementos de witch house, chiptune, drum and bass y  Southern rap. The New York Times también observó que algunas canciones de seapunk eran remixes de  R&B de artistas como Beyoncé y Aaliyah. En enero de 2012, se publicó un artículo sobre la música seapunk en la revista Dazed & Confused. Katia Ganfield entrevistó a Lily Redwine (también conocida como Ultrademon) en el artículo, titulado "Seapunk: una nueva escena de club que trata de conducir las ondas de sonido de subgraves hacia el futuro".
Algunos artistas notables de seapunk son Azealia Banks, Grimes, Blank Banshee 0, Isaiah Toothtaker y Unicorn Kid.